# Paolo Pestrin
Paolo Pestrin, all'inizio della carriera riportato come Pistrin (San Giorgio di Nogaro, 9 luglio 1936 – 27 luglio 2009), è stato un calciatore italiano, di ruolo centrocampista.
Dotato di carattere schivo, tanto da chiedere ai giornalisti di parlare il meno possibile di lui, Luis Suarez lo riteneva uno dei migliori mediani che avesse incontrato, degno di giocare in Nazionale.

## Caratteristiche tecniche
Dopo gli esordi come ala destra, ha giocato come interno di centrocampo, con compiti prevalentemente di copertura. Dotato di notevole senso tattico, sul finire di carriera assunse compiti di regista arretrato. Era in possesso di un buon tiro dalla distanza.

## Carriera

### Club
Cresciuto nella Sangiorgina, viene ingaggiato giovanissimo dal Genoa, con cui esordisce in Serie A il 16 maggio 1954 nella partita Udinese-Genoa 3-1. Nella prima stagione disputa due partite, ma nelle due annate successive diventa titolare nel centrocampo ligure, collezionando 60 presenze e 7 reti.
Nel 1956 viene ceduto alla Roma, dove rimane per sette stagioni consecutive. Nella capitale si ritaglia un posto da titolare ed esordisce nelle coppe europee: realizza una doppietta contro lo Young Boys nella Coppa delle Alpi 1960 e soprattutto la rete del 2-0 contro il Birmingham City nella finale di ritorno della Coppa delle Fiere 1960-1961.
Nel 1963, dopo 195 presenze complessive in giallorosso (di cui 119 in campionato), viene ceduto al Padova, con cui disputa due stagioni in Serie B. Acquistato dal Torino nel 1965 (inizialmente in prestito), gioca come rincalzo le sue due ultime annate in Serie A, totalizzando 10 presenze senza reti.
All'età di 31 anni accetta il trasferimento in Serie C al Piacenza. Qui ritorna titolare, proponendosi come regista e punto di riferimento della squadra. Dopo il secondo posto nel campionato di Serie C 1967-1968, l'anno successivo conquista la promozione in Serie B e viene eletto miglior giocatore del campionato. Rimane in biancorosso anche nel campionato cadetto, concluso con la retrocessione, e in seguito milita nell'Omegna (ricoprendo anche il ruolo di allenatore in seconda) e nel Sestri Levante, dove chiude la carriera.

### Nazionale
Pestrin non riuscì ad esordire in Nazionale maggiore, ma contava 4 presenze in Nazionale B e 3 in Nazionale Under 21, ottenute durante la sua militanza nel Genoa.

## Palmarès

### Competizioni nazionali
- Serie C: 1

Piacenza: 1968-1969

### Competizioni internazionali
- Coppa delle Fiere: 1

Roma: 1960-1961